# 310
| [ Edytuj tabelę ] | |
| Król Armenii      | - 287 Tiridates III 330                                                                                           |
| Cesarz Chin       | - 307 Jin Huaidi 313                                                                                              |
| Władca Korei      | - 300 Mich’ŏn 331                                                                                                 |
| Papież            | - 309 Euzebiusz 310                                                                                               |
| Król Persji       | - 309 Szapur II 379                                                                                               |
| Cesarz Rzymu      | - 305 Galeriusz 311 - 306 Konstantyn Wielki 337 - 306 Maksencjusz 312 - 308 Licyniusz 324 - 310 Maksymin Daja 313 |

Rok 310 / CCCX
stulecia: III wiek ~
IV wiek ~
V wiek

lata: 300 «
305 «
306 «
307 «
308 «
309 «
310
» 311
» 312
» 313
» 314
» 315
» 320

## Wydarzenia
- Maksymin Daja ogłosił się cesarzem (august), został uznany przez Galeriusza.
- Odpowiedzialność za ściąganie podatków w Cesarstwie Rzymskim przeszła z lokalnych komisji podatkowych na członków rad dekurionów (curiales).

## Urodzili się
- Fotyn z Sirmium, biskup (zm. 376).
- Pacjan z Barcelony, biskup (zm. przed 392).
- Wulfila, biskup Gotów (zm. 383).

## Zmarli
- 16 lutego – Pamfil z Cezarei, prezbiter i męczennik.
- 21 października – Euzebiusz, papież.
- Maksymian, cesarz rzymski.